# حركة إسلامية
الحركات الإسلامية أو الجماعات الإسلامية هي حركات ظهرت بعد انهيار الخلافة الإسلامية (خاصةً بعد سقوط الدولة العثمانية) استنادًا إلى مرجعية إسلامية وتطرح غالبًا برامج سياسية تقوم على العودة لتطبيق الشريعة الإسلامية كأساس لعودة الأمة للنشاط الحضاري أو تطرح عودة الخلافة الإسلامية لإعادة توحيد الأمة الإسلامية، ويُقسمها البحاثون عادةً إلى تيار إصلاحي وتيار ثورى.

## التاريخ
ينسب الباحثون بداية الحركات الإسلامية المعاصرة إلى الجهد الفكري والإصلاحي الذي بذله جمال الدين الأفغاني وتلميذه محمد عبده (1849-1905) ثم الشيخ محمد رشيد رضا (1865-1935)، بداية من مجلة «العروة الوثقى» التي أصدرها الأفغاني وتلميذه محمد عبده في باريس عام 1884. ثم إنشاء رشيد رضا لمجلة المنار، وكانت المبادئ الأساسية لهذه المدرسة: مقاومة الاستعمار، واستعادة مجد الأمة، وإرساء أسس الشورى وإصلاح الحكم.
ثم توالى إنشاء الحركات الإسلامية مثل: جماعة الإخوان المسلمين على يد حسن البنا، جماعة المودودي في باكستان، وحزب التحرير على يد تقي الدين النبهاني، واتخذت هذه الحركات الشكل الإصلاحي، ثم ظهرت التيارات الثورية أو الجهادية خاصةً بعد إعدام سيد قطب. ولاقت دراسة الحركات الإسلامية اهتمامًا عالميًا بعد أحداث 11 سبتمبر 2001.

## أقسام الحركة الإسلامية المعاصرة
يُقسم البحاثون الحركة الإسلامية المعاصرة عادةً إلى:
- التيار الإصلاحي: هي جماعات لا تسعى إلى تغيير فوري وسريع عبر القوة المسلحة مثل جماعة الإخوان المسلمين وحزب التحرير وتيار السلفية العلمية والسلفية السرورية.
- التيار الثوري: منظمات تسعى لإجراء تغيير سريع وشامل بالقوة المسلحة مثل: حركة حماس وحركات السلفية الجهادية بشكل عام مثل تنظيم القاعدة.
- كما يضع الباحثون أحيانًا تيارًا ثالثًا في الحركات الإسلامية، وهو تيار إعادة الدعوة: وهو تيار يهتم بالدعوة الإسلامية ويبتعد عن السياسة مثل جماعة التبليغ.[4]

## وصلات خارجية
- الحركات الإسلامية في الوطن العربي، الجزيرة نت.